# Список глав правительства Доминики
Список глав правительства Доминики включает в себя руководителей правительства Доминики (с 1978 года официальное наименование Содружество Доминики (англ. Commonwealth of Dominica) со времени создания в стране в 1957 году правительственного кабинета. В настоящее время правительство возглавляет премьер-министр Содружества Доминики (англ. Prime Minister of the Commonwealth of Dominica), чьё положение в системе государственной власти определяет конституция, вступившая в силу с провозглашением 3 ноября 1978 года независимости государства.
Глава правительства является лидером партии, имеющей большинство в Палате собрания (англ. House of Assembly) — однопалатном парламенте. Палата избирается на срок 5 лет; этим электоральным периодом определяется срок полномочий правительства, ограничений для повторного формирования кабинета при сохранении парламентского большинства не установлено.
В колониальный период глава кабинета именовался первоначально руководитель правительства (), с созданием ответственного перед парламентом кабинета — главный министр (), с получением в 1967 году статуса ассоциированного государства главой правительства стал премьер (), с провозглашением независимости в 1978 году — премьер-министр ().
Применённая в первом столбце таблиц нумерация является условной. Также условным является использование в первых столбцах цветовой заливки, служащей для упрощения восприятия принадлежности лиц к различным политическим силам без необходимости обращения к столбцу, отражающему партийную принадлежность. В столбце «Выборы» отражены состоявшиеся выборные процедуры, сформировавшие состав парламента, поддерживающий главу правительства.

## Руководитель правительства (1957—1960)
Руководитель правительства Доминики (англ. Leader of the Government of Dominica) — в коронной колонии Соединённого королевства Доминика — глава правительственного кабинета, имеющего исполнительные полномочия, значительно ограниченные полномочиями лондонского правительства Её Величества, следующими из конституционного обычая. Им становился лидер победившей на выборах в парламент партии. Этот пост появился в 1957 году, с созданием при администраторе владения правительственного кабинета, интегрированного в систему управления федеративных Британских Наветренных островов, куда владение входило до их роспуска 31 декабря 1959 года, и Федерации Вест-Индии, куда оно входило с 3 января 1958 года по 31 мая 1962 года.
|        | Портрет | Имя (годы жизни)                                                                               | Полномочия | Полномочия    | Партия                                   | Выборы | Пр.         |
| Начало | Портрет | Имя (годы жизни)                                                                               | Окончание  |               | Партия                                   | Выборы | Пр.         |
| ------ | ------- | ---------------------------------------------------------------------------------------------- | ---------- | ------------- | ---------------------------------------- | ------ | ----------- |
| 1      |         | Франклин Эндрю Артур Меррифилд Барон (1923—2016) англ. Franklin Andrew Arthur Merrifield Baron | 1957       | 1 января 1960 | Доминикская объединённая народная партия | 1957   | [ 7 ] [ 8 ] |

## Главные министры (1960—1967)
Главный министр Доминики (англ. Chief Minister of Dominica) — в колонии Великобритании Доминика — глава правительства, которому принадлежала ограниченная исполнительная власть. Им становился лидер победившей на выборах в парламент партии. Этот пост появился в 1957 году, с созданием при администраторе владения правительственного кабинета, интегрированного в систему управления Федерации Вест-Индии, куда оно входило с 3 января 1958 года по 31 мая 1962 года.
|          | Портрет | Имя (годы жизни)                                                                               | Полномочия     | Полномочия     | Партия                                   | Выборы      | Пр.          |
| Начало   | Портрет | Имя (годы жизни)                                                                               | Окончание      |                | Партия                                   | Выборы      | Пр.          |
| -------- | ------- | ---------------------------------------------------------------------------------------------- | -------------- | -------------- | ---------------------------------------- | ----------- | ------------ |
| 1        |         | Франклин Эндрю Артур Меррифилд Барон (1923—2016) англ. Franklin Andrew Arthur Merrifield Baron | 1 января 1960  | 21 января 1961 | Доминикская объединённая народная партия | [ комм. 2 ] | [ 7 ] [ 8 ]  |
| 2 (I—II) |         | Эдвард Оливер Леблан (1923—2004) англ. Edward Oliver LeBlanc                                   | 21 января 1961 | 1 марта 1967   | Доминикская лейбористская партия         | 1961        | [ 9 ] [ 10 ] |
| 2 (I—II) | 1966    | Эдвард Оливер Леблан (1923—2004) англ. Edward Oliver LeBlanc                                   | 21 января 1961 | 1 марта 1967   | Доминикская лейбористская партия         |             | [ 9 ] [ 10 ] |

## Премьеры (1967—1978)
Премьер Доминики (англ. Premier of Dominica) являлся постом главы правительства Доминики после получения ею статуса ассоциированного с Великобританией государства. После распада Вест-Индской Федерации в 1962 году была разработана концепция «ассоциированной государственности», реализованная Законом Об ассоциированной государственности 1967 года, предоставившим стране с 1 марта 1967 года полную автономию в отношении её внутренних дел, изменившим структуру и полномочия правительства и установившим самостоятельный пост губернатора Доминики (англ. Governors of Dominica).
Организация Объединённых Наций не смогла вынести решение, был ли при этом достигнут суверенитет по смыслу Устава ООН и резолюций Генеральной Ассамблеи ООН.
|            | Портрет                      | Имя (годы жизни)                                             | Полномочия   | Полномочия    | Партия                           | Выборы       | Пр.           |
| Начало     | Портрет                      | Имя (годы жизни)                                             | Окончание    |               | Партия                           | Выборы       | Пр.           |
| ---------- | ---------------------------- | ------------------------------------------------------------ | ------------ | ------------- | -------------------------------- | ------------ | ------------- |
| 2 (II—III) |                              | Эдвард Оливер Леблан (1923—2004) англ. Edward Oliver LeBlanc | 1 марта 1967 | 27 июля 1974  | Доминикская лейбористская партия | [ комм. 7 ]  | [ 9 ] [ 10 ]  |
|            | Лейбористская партия Леблана | Эдвард Оливер Леблан (1923—2004) англ. Edward Oliver LeBlanc | 1 марта 1967 | 27 июля 1974  | 1970                             |              | [ 9 ] [ 10 ]  |
| 3 (I—II)   |                              | Патрик Рональд Джон (1938—2021) англ. Patrick Roland John    | 27 июля 1974 | 3 ноября 1978 | Доминикская лейбористская партия | [ комм. 10 ] | [ 12 ] [ 13 ] |
| 3 (I—II)   | 1975                         | Патрик Рональд Джон (1938—2021) англ. Patrick Roland John    | 27 июля 1974 | 3 ноября 1978 | Доминикская лейбористская партия |              | [ 12 ] [ 13 ] |

## Премьер-министры (с 1978)
Премьер-министр Содружества Доминики (англ. Prime Minister of the Commonwealth of Dominica) является главой правительства Доминики после обретения страной независимости и вступления в силу 3 ноября 1978 года республиканской конституции страны. Им становится лидер победившей на выборах в парламент партии. По его предложению президент страны утверждает состав министерского кабинета.
Первый премьер-министр Патрик Джон 21 июня 1979 года был отстранён от должности решением парламента на фоне правительственного кризиса с вооружёнными беспорядками, вслед за бегством в Соединённое королевство президента страны Фредерика Дегазона, задачей сформированного временного правительства Оливера Серафина стало не только преодоление конституционного кризиса, но и ликвидация последствий опустошившего остров в августе 1979 года урагана Дэвид.
|           | Портрет         | Имя (годы жизни)                                                    | Полномочия      | Полномочия     | Партия                           | Выборы       | Пр.           |
| Начало    | Портрет         | Имя (годы жизни)                                                    | Окончание       |                | Партия                           | Выборы       | Пр.           |
| --------- | --------------- | ------------------------------------------------------------------- | --------------- | -------------- | -------------------------------- | ------------ | ------------- |
| 3 (II)    |                 | Патрик Рональд Джон (1938—2021) англ. Patrick Roland John           | 3 ноября 1978   | 21 июня 1979   | Доминикская лейбористская партия | [ комм. 12 ] | [ 12 ] [ 13 ] |
| 4         |                 | Оливер Джеймс Серафин (1943—) англ. Oliver James Seraphin           | 21 июня 1979    | 23 июля 1980   | Доминикская лейбористская партия | [ комм. 13 ] | [ 18 ] [ 19 ] |
| 5 (I—III) |                 | Дама Мэри Юджиния Чарлз (1919—2005) англ. Mary Eugenia Charles      | 23 июля 1980    | 3 июля 1985    | Доминикская партия свободы       | 1980         | [ 20 ] [ 21 ] |
| 5 (I—III) | 3 июля 1985     | Дама Мэри Юджиния Чарлз (1919—2005) англ. Mary Eugenia Charles      | 14 июня 1995    | 1985           | Доминикская партия свободы       |              | [ 20 ] [ 21 ] |
| 5 (I—III) | 3 июля 1985     | Дама Мэри Юджиния Чарлз (1919—2005) англ. Mary Eugenia Charles      | 14 июня 1995    | 1990           | Доминикская партия свободы       |              | [ 20 ] [ 21 ] |
| 6         |                 | Эдисон Ченфил Джеймс (1943—) англ. Edison Chenfil James             | 14 июня 1995    | 3 февраля 2000 | Объединённая рабочая партия      | 1995         | [ 22 ] [ 23 ] |
| 7         |                 | Рузвельт Бернард Дуглас (1941—2000) англ. Roosevelt Bernard Douglas | 3 февраля 2000  | 1 октября 2000 | Доминикская лейбористская партия | 2000         | [ 24 ] [ 25 ] |
| и. о.     |                 | Пьер Чарльз (1954—2004) англ. Pierre Charles                        | 1 октября 2000  | 3 октября 2000 | Доминикская лейбористская партия | [ комм. 16 ] | [ 26 ] [ 27 ] |
| 8         | 3 октября 2000  | Пьер Чарльз (1954—2004) англ. Pierre Charles                        | 6 января 2004   | [ комм. 17 ]   | Доминикская лейбористская партия |              | [ 26 ] [ 27 ] |
| и. о.     |                 | Фрэнсис Осборн Ривьер (1932—2017) англ. Francis Osborne Riviere     | 6 января 2004   | 8 января 2004  | Доминикская лейбористская партия | [ комм. 18 ] | [ 28 ] [ 29 ] |
| 9 (I—VI)  |                 | Рузвельт Скеррит (1972—) англ. Roosevelt Skerrit                    | 8 января 2004   | 9 мая 2005     | Доминикская лейбористская партия | [ комм. 17 ] | [ 30 ] [ 31 ] |
| 9 (I—VI)  | 9 мая 2005      | Рузвельт Скеррит (1972—) англ. Roosevelt Skerrit                    | 21 декабря 2009 | 2005           | Доминикская лейбористская партия |              | [ 30 ] [ 31 ] |
| 9 (I—VI)  | 21 декабря 2009 | Рузвельт Скеррит (1972—) англ. Roosevelt Skerrit                    | 10 декабря 2014 | 2009           | Доминикская лейбористская партия |              | [ 30 ] [ 31 ] |
| 9 (I—VI)  | 10 декабря 2014 | Рузвельт Скеррит (1972—) англ. Roosevelt Skerrit                    | 7 декабря 2019  | 2014           | Доминикская лейбористская партия |              | [ 30 ] [ 31 ] |
| 9 (I—VI)  | 7 декабря 2019  | Рузвельт Скеррит (1972—) англ. Roosevelt Skerrit                    | 7 декабря 2022  | 2019           | Доминикская лейбористская партия |              | [ 30 ] [ 31 ] |
| 9 (I—VI)  | 7 декабря 2022  | Рузвельт Скеррит (1972—) англ. Roosevelt Skerrit                    | действующий     | 2022           | Доминикская лейбористская партия |              | [ 30 ] [ 31 ] |